# Waraporn Boonsing
Waraporn Boonsing (in thailandese วราภรณ์ บุญสิงห์; Sisaket, 16 febbraio 1990) è una calciatrice thailandese, portiere del BG-Bundit Asia e della nazionale thailandese.

## Carriera

### Nazionale
Inserita in rosa dalla selezionatrice Nuengruethai Sathongwien nella nazionale thailandese fin dal 2009, disputa il Campionato femminile di calcio dell'ASEAN dove la Thailandia è tra le migliori nazionali del torneo, conquistando il campionato nelle edizioni 2011, 2015, 2016 e 2018.
Gioca inoltre due edizioni della Coppa d'Asia, quelle di Vietnam 2014 e Giordania 2018, dove in quest'ultima si classifica al quarto posto, tornando ad uno dei primi quattro posti dopo ben tredici campionati.
Nel frattempo Nuengruethai la convoca al primo campionato mondiale ottenuto dalla nazionale del sud-est asiatico, inserita nella lista delle 23 calciatrici fornita dalla federazione thailandese per Canada 2015.
Dopo quattro anni è ancora in rosa con le squadra che partecipa al Mondiale di Francia 2019, condividendo il difficile percorso della sua nazionale che, inserita nel gruppo F, è costretta a subire la pesantissima sconfitta con gli Stati Uniti, 13-0, record per una partita della fase finale di un mondiale, perdendo anche i due successivi incontri, 5-1 con la Svezia e 2-0 con il Cile, dove è anche responsabile dell'autorete che al 48' apre le marcature per le sudamericane, terminando all'ultimo posto della fase a gironi e venendo così eliminata dal suo secondo mondiale.

## Palmarès
- Campionato femminile di calcio dell'ASEAN: 4

2011, 2015, 2016, 2018